# Dumitru Prunariu
Dumitru Dorin Prunariu (nacido el 27 de septiembre de 1952, Braşov) es el primer cosmonauta nacido en Rumanía en viajar al espacio. El 14 de mayo de 1981 se convirtió en el primer y único rumano lanzado al espacio. Él participó en la misión Soyuz 40 del programa espacial "Intercosmos", y pasó siete días en el espacio, 20 horas y 42 minutos. Es ingeniero aeronáutico. Ha sido gradualmente oficial de máquinas en el Comando de la Fuerza Aérea, jefe de la Aviación Civil rumano, presidente de Agencia Espacial Rumana, embajador de Rumanía en la Federación Rusa y presidente de la no militarización del el espacio exterior de la ONU.

## Formación profesional
Nació en la ciudad de Braşov el 27 de septiembre de 1952 y se gradúa en el instituto de Matemáticas-Física No.1 de su ciudad natal en 1971. Su padre era ingeniero y su madre maestra de escuela primaria.
El pequeño Prunariu comenzó tener contacto con el cielo desde cuando iba al círculo de aeromodelismo en la Casa de los pioneros en Brasov, donde estaba construyendo modelos de planeadores y aviones, soñando llegar a ser constructor de aviones. Él tenía 17 años cuando gana el premio republicano del Concurso de creaciones técnicas "MINITEHNICUS". En esta ocasión recibe el carnet de socio MINITEHNICUS n. 103. 11 años más tarde se convertiría en la persona 103 que llega al cosmos.
Se graduó en la Facultad de Ingeniería Aeroespacial  Universidad "Politehnica" de Bucarest en el año 1976 con la especialización Ingeniería Aeroespacial. Después de terminar la universidad, trabajó como aprendiz de ingeniero  Empresa Constructora Aeronáutica (IAR) de Ghimbav (Brașov), entre 1976-1977.
Más adelante en el libro „La cinci minute după cosmos”, escrito en colaboración con el periodista Alexandru Stark,  Prunariu tenía que decir que si no fue cooptado a los cosmonautas, serán construidos en la fábrica, con su esposa, helicópteros y aviones tan codiciado en la infancia.
En 1974 se casa con Crina Rodica Prunariu, siendo compañero de universidad, ahora un diplomático en el Ministerio de Relaciones Exteriores, el embajador rumano en Armenia desde 2007. En 1975 nace su primer hijo, Radu-Catalin y en 1977 su segundo hijo, Ovidiu-Daniel.

## Primer cosmonauta rumano

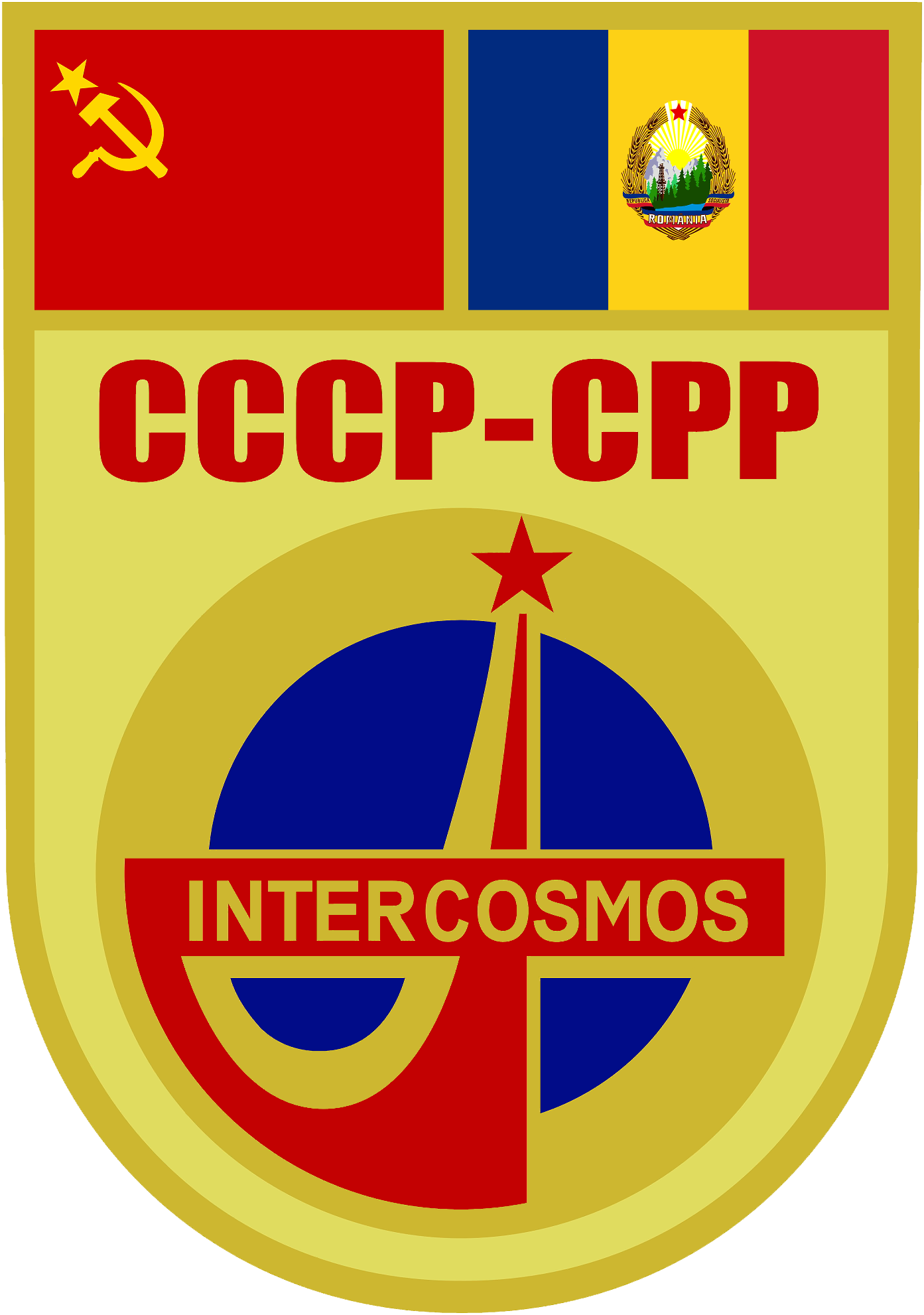
Intercosmos

## El vuelo Cosmos

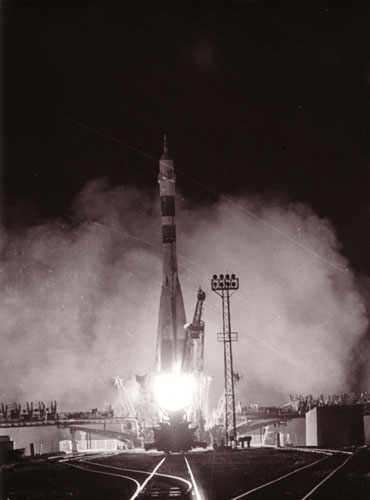
El lanzamiento del cohete Soiuz 40 con la tripulación rumano-rusa

## Premios recibidos

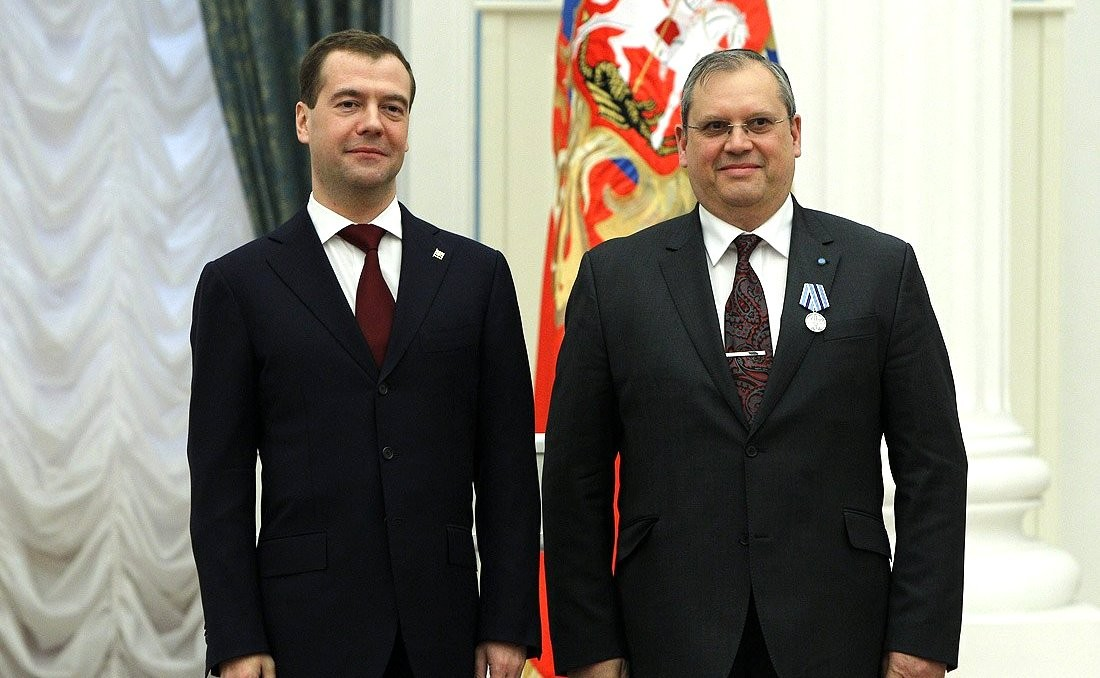
Prunariu condecorado por el presidente de Rusia, Dmitri Medvédev, para conmemorar el 50 aniversario del primer vuelo espacial humano.

De vuelta en Rumania después de los vuelos espaciales en 1981, Dumitru Prunariu recibió su honor supremo "Héroe R.S.România". El Gobierno de la Unión Soviética le concedió las órdenes de "Héroe de la Unión Soviética" y "Golden Star" para la comisión del primer vuelo espacial exitoso de un ciudadano rumano.
El 12 de abril de 2011, para conmemorar el 50 aniversario de Yuri Gagarin, Dumitru Prunariu recibido con otros cosmonautas, de parte del presidente ruso Dmitri Medvédev, instituyó nueva decoración del primer vuelo espacial tripulado Medalla al Mérito para la Exploración Espacial.
În anul 2010, muzicianul de rock Doru Istudor le dedica la canción „Călătorul prin spațiu”, compuesta por él e incluida en el tercer disco de la banda M.S., „A’ venit băieții!!!”.

## Cambio a reserva
El 7 de febrero de 2007, el presidente Traian Basescu firmó un decreto para el retiro con el rango de Mayor General de Dumitru Prunariu.